# Camptotypus errans
Camptotypus errans är en stekelart som först beskrevs av André Seyrig 1932.  Camptotypus errans ingår i släktet Camptotypus och familjen brokparasitsteklar. Inga underarter finns listade.